# 杜淳
杜淳（1981年5月22日—），中国男演员，2003年毕业于北京电影学院表演系本科。電視劇成名作《汉武大帝》，在剧中饰演青年汉武帝。其他作品包括电视剧《北京青年》、《云中歌》，电影《八佰》。

## 经历
杜淳的父亲是演员杜志国，母亲杨丽則是舞蹈演员，父母離婚後他同母親生活。杜淳从小时候学习舞蹈，11岁考入中央民族大学附中舞蹈系，进行了六年的舞蹈学习。于2003年毕业前夕拍摄了胡玫导演的大戏《汉武大帝》，在剧中扮演青年皇帝汉武帝，从此他的演艺生涯拉开帷幕。　

## 感情生活
2021年1月1日，杜淳晒出结婚证宣布与王灿结婚喜讯  。2月18日，杜淳在综艺节目宣布了妻子王灿怀孕  。4月20日，杜淳在微博晒出一张老婆王灿亲吻女儿脚丫的照片，并配文：“我们的世界多了一个她”，官宣当爸喜讯。随后王灿转发称“嗨！我们的小蛋饺”，透露女儿小名叫“小蛋饺”  。

## 影视作品
| 首播年份 | 类型   | 剧名                    | 角色                   | 备注                        |
| 2003年   | 电视剧 | 汉武大帝                | 青年漢武帝             | 14-21集                     |
| 2003年   | 电视剧 | 少女总裁                | 江南雨                 |                             |
| 2004年   | 电视剧 | 大清御史                | 小多                   |                             |
| 2004年   | 电视剧 | 大汉天子2漢武雄風       | 李勇                   |                             |
| 2004年   | 电视剧 | 公民良心                | 常扬                   | 男二號第8集出場             |
| 2005年   | 电视剧 | 大宋提刑官              | 孟书吏                 | 33-39集                     |
| 2005年   | 电视剧 | 大阿哥溥俊              | 溥兴                   |                             |
| 2006年   | 电视剧 | 监察局长                | 季风                   |                             |
| 2006年   | 电视剧 | 江湖俏佳人              | 黑木                   |                             |
| 2007年   | 电视剧 | 大旗英雄传              | 铁中棠                 |                             |
| 2007年   | 电视剧 | 愛無悔                  | 杜浩然                 | 又名：江南第一店            |
| 2007年   | 电视剧 | 换子成龙                | 林鈞山                 |                             |
| 2007年   | 电视剧 | 51号兵站                | 梁宏/范云洪            |                             |
| 2008年   | 电视剧 | 非亲父子                | 喬曉東                 |                             |
| 2008年   | 电视剧 | 敌营十八年              | 江波                   |                             |
| 2008年   | 电视剧 | 龙虎山客栈              | 林沖                   |                             |
| 2009年   | 电视剧 | 走西口                  | 田青                   |                             |
| 2009年   | 电视剧 | 敌营十八年Ⅱ虎胆雄心     | 江波                   |                             |
| 2009年   | 电视剧 | 中国家庭之新渴望        | 嚴川                   | 又名：拿什麼滿足你,我的婆婆 |
| 2009年   | 电视剧 | 華佗                    | 華佗                   |                             |
| 2010年   | 电视剧 | 南下                    | 孟思遠                 |                             |
| 2010年   | 电视剧 | 保姆与保安              | 李國梁                 |                             |
| 2010年   | 电视剧 | 租个女友回家过年        | 孫翌偉                 |                             |
| 2010年   | 电视剧 | 锄奸                    | 李彪                   |                             |
| 2010年   | 电视剧 | 青春期撞上更年期        | 鄧家齊                 |                             |
| 2010年   | 电影   | 建黨偉業                | 許德珩                 |                             |
| 2011年   | 电视剧 | 水浒传                  | 西門慶                 | 客串 23-28集                |
| 2011年   | 电视剧 | 古今大战秦俑情 (电视剧) | 蒙天放/蓝天/罗开平     |                             |
| 2011年   | 电视剧 | 大漢口                  | 陸修武                 |                             |
| 2011年   | 电视剧 | 我的经济适用男          | 冯志豪                 |                             |
| 2011年   | 电视剧 | 北京青年                | 何北                   |                             |
| 2011年   | 电视剧 | 倾城雪                  | 徐恨                   |                             |
| 2011年   | 电视剧 | 雪狼谷                  | 趙四海                 |                             |
| 2011年   | 电视剧 | 宮鎖珠簾                | 爱新觉罗·胤礼/十七阿哥 |                             |
| 2011年   | 电影   | 幸福速递                | 吵架男                 | 友情客串                    |
| 2011年   | 电影   | 跑出一片天              | 队医                   |                             |
| 2012年   | 电影   | 一九四二                | 机要秘书               |                             |
| 2012年   | 电视剧 | 青春期撞上更年期2       | 鄧家齊                 |                             |
| 2013年   | 电视剧 | 隋唐演義                | 李世民                 |                             |
| 2013年   | 电视剧 | 三十岁，你好            | 佟又一                 |                             |
| 2013年   | 电视剧 | 恋爱的那点事儿          | 林泽丰                 |                             |
| 2014年   | 电影   | 谁说我们不会爱          | 辛小野                 |                             |
| 2014年   | 电视剧 | 天网·行踪               | 夏凡                   |                             |
| 2014年   | 电视剧 | 美人制造                | 薛绍                   | 单元七                      |
| 2014年   | 电视剧 | 战神                    | 马铮                   | 特别出演                    |
| 2014年   | 电视剧 | 美丽背后                | 林熠伟                 |                             |
| 2014年   | 电视剧 | 青年医生                | 馮磊                   | 友情客串                    |
| 2015年   | 电视剧 | 冰与火的青春            | 罗浩                   |                             |
| 2015年   | 电视剧 | 大汉情缘之云中歌        | 孟珏                   |                             |
| 2015年   | 电视剧 | 美梦成真                | 杜總                   | 友情客串                    |
| 2015年   | 电视剧 | 老婆大人是80后          | 吕不凡                 |                             |
| 2016年   | 电视剧 | 女不强大天不容          | 吕方成                 |                             |
| 2016年   | 电视剧 | 功夫之爱的速递          | 熊旦                   |                             |
| 2016年   | 电视剧 | 欢喜密探                | 顺治帝                 | 友情客串                    |
| 2016年   | 电影   | 罗曼蒂克消亡史          | 车夫                   |                             |
| 2017年   | 电视剧 | 熟男养成记              | 费仲杰                 |                             |
| 2017年   | 电视剧 | 女主播风云              | 阿杜                   | 友情客串，2012年拍攝        |
| 2017年   | 电视剧 | 维和步兵营              | 林浩楠                 |                             |
| 2017年   | 电视剧 | 九州·海上牧云记         | 路然轻                 | 友情客串                    |
| 2018年   | 电影   | 祖宗十九代              | 梅西望                 |                             |
| 2018年   | 电影   | 断片之险途夺宝          | 杜治国                 |                             |
| 2019年   | 电视剧 | 无主之城                | 罗燃                   | 網絡劇                      |
| 2019年   | 电视剧 | 黄金大劫案              | 小三江                 |                             |
| 2019年   | 电视剧 | 时空来电                | 曹征                   | 網絡劇                      |
| 2020年   | 电视剧 | 鬓边不是海棠红          | 原小荻                 | 友情客串                    |
| 2020年   | 电影   | 八佰                    | 谢晋元                 |                             |
| 2020年   | 电视剧 | 最初的相遇，最后的别离  | 趙廷輝                 |                             |
| 2021年   | 电视剧 | 理想照耀中国            | 王伯祥                 | 單元《破冰》                |
| 2021年   | 电影   | 跨越时空去爱你          |                        | 網絡电影                    |
| 2021年   | 电视剧 | 我是真的爱你            | 莫铭                   |                             |
| 2022年   | 电影   | 长津湖之水门桥          | 张营长                 |                             |
| 2022年   | 电视剧 | 第二次拥抱              | 李诚                   |                             |
| 2022年   | 电视剧 | 东八区的先生们          | 郭崇                   | 兼任"出品人"之一            |
| 2022年   | 电影   | 平凡英雄                | 陈亮                   |                             |
| 2022年   | 电视剧 | 促醒者                  | 趙雷                   | 客串                        |
| 2023年   | 电视剧 | 后浪                    | 交警                   | 客串                        |
| 2023年   | 电视剧 | 妻子的新世界            | 任一鸣                 | 网络剧                      |
| 2023年   | 电视剧 | 大河英雄传              | 康熙皇帝               | 原名:大河颂，2006年拍攝     |
| 2023年   | 电视剧 | 冰雪尖刀连              | 伍千里                 |                             |
| 2023年   | 电视剧 | 廉石传奇                | 袁非                   | 曾於2011年播出兩集后停播    |
| 2023年   | 电影   | 志愿军：雄兵出击        | 叶子龙                 |                             |
| 2024年   | 电视剧 | 海天雄鹰                | 涛                     |                             |
| 2024年   | 电视剧 | 四方馆                  | 王昆吾                 | 网络剧                      |
| 2024年   | 电视剧 | 大奉打更人              | 鎮北王                 | 网络剧                      |
| 2025年   | 电视剧 | 与晋长安                | 段敖泽                 |                             |
| 待播     | 电视剧 | 填四川                  | 康熙帝                 | 友情客串                    |
| 待播     | 电视剧 | 没有硝烟的战线          |                        |                             |
| 待播     | 电视剧 | 隐娘                    | 靳紹殷                 | 网络剧                      |
| 待播     | 电视剧 | 火场追凶                |                        |                             |
| 待播     | 电视剧 | 迷径之上                |                        | 网路剧                      |
| 待播     | 电视剧 | 逐玉                    |                        | 网路剧                      |

## 主持
- 2008年5月受吉林衛視邀請擔當《成功》欄目的特約主持人，共4期
- 主持人杜淳2009年10、11月擔任CCTV-6 電影頻道《光影星播客》、《光影周刊》節目“星主播”
- 2011年4月主持《佳片有约》之《寻找梦幻岛》、《佳片有约》之《极速60秒》

## 演唱
- 2008年單曲《兩難》（電視劇《敵營十八年》第一部插曲、《敵營十八年》第二部《虎膽雄心》片尾曲）
- 2009年單曲《純真》（電視劇《保姆與保安》主題曲）
- 2011《爱的供养》 （电视剧《宫锁珠帘》主题曲）
- 2012《活着》 （电视剧《北京青年》片头曲）
- 2013《我的歌声里》2013年蛇年春晚
- 2014《加油加油》天津卫视真人秀《中国足球梦》主题曲
- 2015《云天外》 （电视剧《大漢情緣之云中歌》片头曲）
- 2016《花儿》2016年猴年春晚
- 2017《我如此爱你》《蒙面唱将猜猜猜》第二季
- 2017《我要你》《蒙面唱将猜猜猜》第二季
- 2017《你就不要想起我》《蒙面唱将猜猜猜》第二季
- 2017《夜夜夜夜》《蒙面唱将猜猜猜》第二季
- 2019《幸福新起点》2019年央视五一晚会
- 2019《待到花开》电视剧《时空来电》插曲
- 2019《必须走》电视剧《时空来电》插曲
- 2020《武汉武汉》中国文联推出文艺界“以艺战疫”5.23特别节目-
- 2020《情人》《追光吧哥哥》初舞台
- 2020《My Boo》《追光吧哥哥》一公舞台

## 代言
- 2006年出任藍天愛心計劃公益形象代言人
- 2011年7月签约成为海瀾之家形象代言人

## 成就

### 2007年
- 凭《51号兵站》荣获2007南方盛典”年度最佳男主角奖”
- 領銜主演的《大旗英雄傳》榮膺新浪電視劇排行榜"最佳古裝劇獎"

### 2009年
- 凭《走西口》獲第49屆蒙特卡洛國際電視節最佳男演員獎提名
- 凭《走西口》獲搜狐春季電視劇"最受歡迎男演員獎"
- 當選《2009年度青春勵志人物評選》"09年度青春勵志人物"
- 領銜主演的《走西口》獲中國廣播電視協會評選為2009年"中國最具影響力電視劇獎"
- 領銜主演的《走西口》榮獲第四屆中國浙江電視歡眾節"歡眾喜受的十大電視劇獎>>
- 領銜主演的《走西口》榮獲第十一屆"五個一工程獎"
- 榮獲2009年度《最時尚家居》"最受歡迎名人家居獎"
- 凭《走西口》獲CCTV觀眾"觀眾最喜歡的男演員獎"

### 2010年
- 領銜主演的《保姆與保安》榮獲2010南方盛典<<最佳電視劇獎"
- 領銜主演的《走西口》榮獲2010華鼎"最佳電視劇獎"
- 被評為第四屆"中國演藝界十大孝子"
- 榮獲第三屆"華鼎獎"中國年度最佳表現新銳男演員獎"
- 榮獲2010年度BQ紅人榜"風尚魅力紅人獎"
- 榮獲2010MSN星月風尚先鋒明星

### 2011年
- 凭《古今大戰秦俑情》獲2010年度大本鈡獎之獨角獸獎"最受推崇男演員獎"
- 榮獲2011優酷影視指數盛典"開年風尚男演員獎"
- 榮獲《優品》"年度新晉人氣偶像"
- 榮獲中國影響2010時尚盛典"最美年度視界之星大獎"
- 第七届男士体面大奖
- 领衔主演的《古今大战秦俑情》荣获第六届中国浙江电视观众节“观众最喜爱的十大电视剧”奖
- 領衔主演的《青春期撞上更年期》荣获2011中国大学生电视节“最受大学生瞩目电视剧”奖
- 2011“影视风云榜新势力盛典”最具突破精神演员奖
- 2011年中国大学生电视节年度“最受大学生喜爱”男演员奖

### 2012年
- 2012第二届乐视影视盛典电视剧最具人气演员奖
- 20120522MSN时尚夜荣获星月年度最具影响力演员
- 2012风尚志6周年庆典:风尚魅力明星
- 2012亚洲偶像最具网络人气奖
- 第三届乐视盛典内地最具人气男演员
- 2012芭莎男士年度绝对吸引力明星
- 2012旅游时尚盛典 年度明星旅行家
- 2012国剧盛典年度网络最受欢迎男演员
- 2012BQ红人榜年度电视剧偶像红人

### 2013年
- 北京电视剧之夜观众喜爱的最具潜质男演员（获奖）
- 荣获第29届电视剧“飞天奖”长篇电视剧一等奖~北京青年（获奖）
- 大福基金慈善爱心拉力车赛 非专业组冠军（获奖）
- 2013福布斯中国名人榜第81位（获奖）

### 2014年
- 荣获第二届亚洲彩虹奖时装类优秀电视剧奖~北京青年（获奖）
- 南都娱乐五周年感恩明星公益盛典 年度明星公民（获奖）
- 温暖2014爱奇艺感恩酒会 全民男友奖（获奖）
- 2014福布斯中国名人榜第90位（获奖）

### 2015年
- [2015国剧盛典|国剧盛典] 最受欢迎演艺偶像男演员
- 荣获时尚星秀人物盛典年度电视剧最佳男演员（获奖）
- 时尚COSMO美丽盛典 年度美丽偶像人气大奖（获奖）

### 2016年
- 中国时尚权力榜年度最佳演员    （获奖）

## 争议

### 插刀教事件
2012年2月，女演员边潇潇谴责印小天在拍戏现场动手打人，随后，杜淳、李晨、贾乃亮、杨子等人纷纷指责印小天，让他道歉。然而监控视频证明印小天没有打人。李晨等人之后依然指责印小天，印小天的海澜之家代言亦被杜淳夺走。